# Mitsubishi Debonair
Mitsubishi Debonair är en personbil som tillverkades av den japanska biltillverkaren Mitsubishi Motors i tre generationer mellan 1964 och 1999.

## Mitsubishi Debonair A30
Mitsubishi Motors presenterade sitt flaggskepp på bilsalongen i Tokyo hösten 1963. Vid introduktionen var det den största personbil som tillverkades i Japan. Den typiske kunden var en högre tjänsteman inom Mitsubishi-koncernen. Debonair-modellen var en ytterst konventionell bil som kom att tillverkas utan större förändringar under drygt tjugo år. Tidiga bilar hade en sexcylindrig stötstångsmotor på två liter. 1970 byttes denna mot en modernare sexa med överliggande kamaxel. Sista uppdateringen kom 1978 då bilen fick en större fyrcylindrig motor.
Versioner:
| Modell | Motor               | Cylindervolym | Effekt | Bränslesystem    |
| ------ | ------------------- | ------------- | ------ | ---------------- |
| 2000   | 6-cyl radmotor ohv  | 1991 cm³      | 90 hk  | Dubbla förgasare |
| 2000   | 6-cyl radmotor SOHC | 1994 cm³      | 112 hk | Enkel förgasare  |
| 2600   | 4-cyl radmotor SOHC | 2555 cm³      | 113 hk | Enkel förgasare  |

## Mitsubishi Debonair V
1986 kom en helt ny generation Debonair med framhjulsdrift och tvärställd V-motor. Bilen tillverkades även av sydkoreanska Hyundai.
Versioner:
| Modell   | Motor              | Cylindervolym | Effekt | Bränslesystem      |
| -------- | ------------------ | ------------- | ------ | ------------------ |
| 2000     | 6-cyl V-motor SOHC | 1998 cm³      | 120 hk | Bränsleinsprutning |
| 3000     | 6-cyl V-motor SOHC | 2972 cm³      | 155 hk | Bränsleinsprutning |
| 3000-24v | 6-cyl V-motor DOHC | 2972 cm³      | 195 hk | Bränsleinsprutning |

## Mitsubishi Debonair
Den tredje generationen Debonair utvecklades i samarbete med Hyundai. Som företagets största modell såldes den fullutrustad med den senaste tekniken. Försäljningen blev dock en besvikelse och 1999 ersattes Debonair-serien av Mitsubishi Proudia.
Versioner:
| Modell | Motor              | Cylindervolym | Effekt | Bränslesystem      |
| ------ | ------------------ | ------------- | ------ | ------------------ |
| 3000   | 6-cyl V-motor SOHC | 2972cm³       | 170 hk | Bränsleinsprutning |
| 3500   | 6-cyl V-motor DOHC | 3496 cm³      | 260 hk | Bränsleinsprutning |